# Brahman (Zebu)

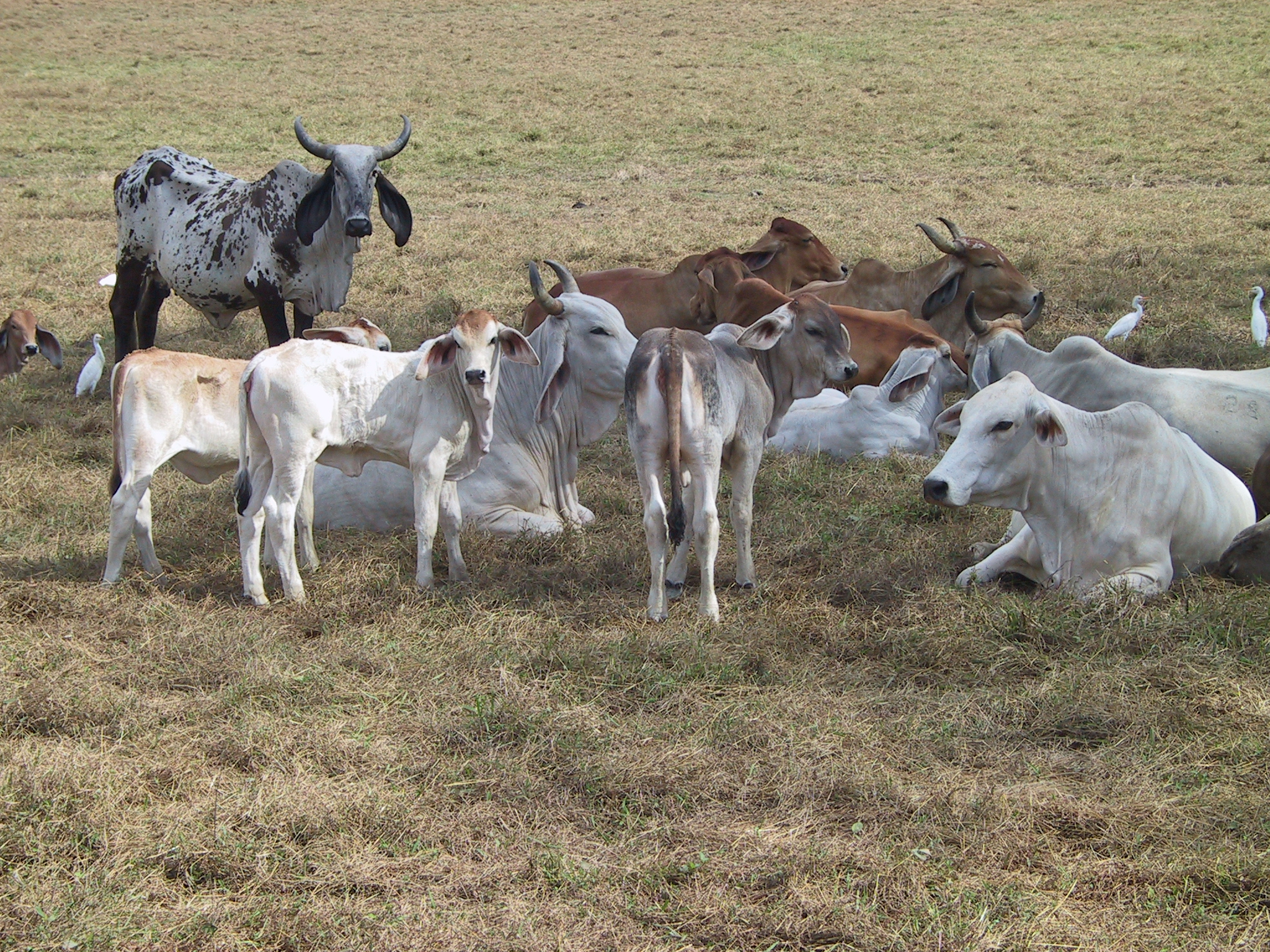
Brahman-Herde in Costa Rica

Das Brahman ist ein Vertreter des Zebus (Bos primigenius indicus) und wurde ab 1900 in den Südstaaten der USA gezüchtet. Erst ab 1933 wurde eine nennenswerte Anzahl nach Australien eingeführt. Diese Rinderrasse ist besonders den tropisch heißen Regionen der Erde angepasst und insektenresistent.
Entstanden ist das Zebu aus alten indischen Zebuschlägen, wie dem
- Kankrej oder Guzerat (Rahmen)
- Nellore oder Ongole (Widerstandsfähigkeit gegen Krankheiten)
- Krishna Valley (Züchtung der britischen Kolonialherren in Indien, Farbe)
- Gir

Die meist hell- bis mittelgrau, aber auch rot bis schwarz gezeichneten Brahman-Bullen erreichen eine Widerristhöhe von 150 cm und ein Lebendgewicht von 950 bis 1250 kg, während die Kühe zwischen 500 kg und 750 kg variieren. Neben dem charakteristischen Höcker sind für das Brahman die Wamme und die großen Hängeohren typisch.

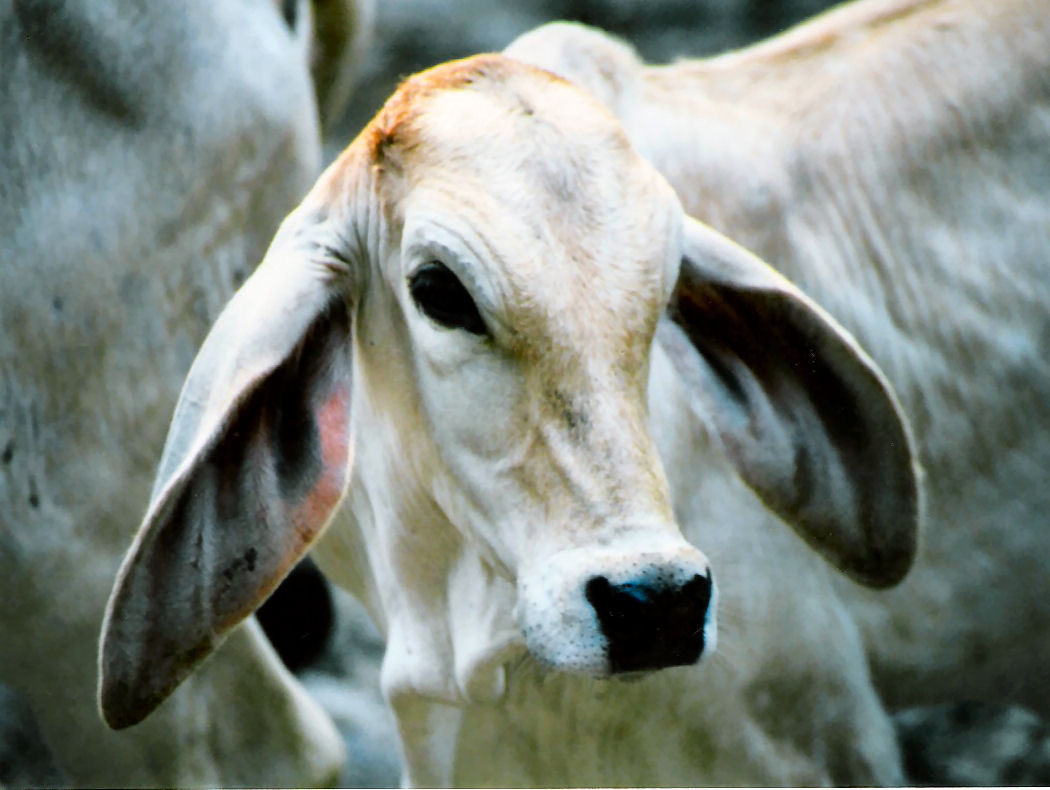
Brahman-Kalb
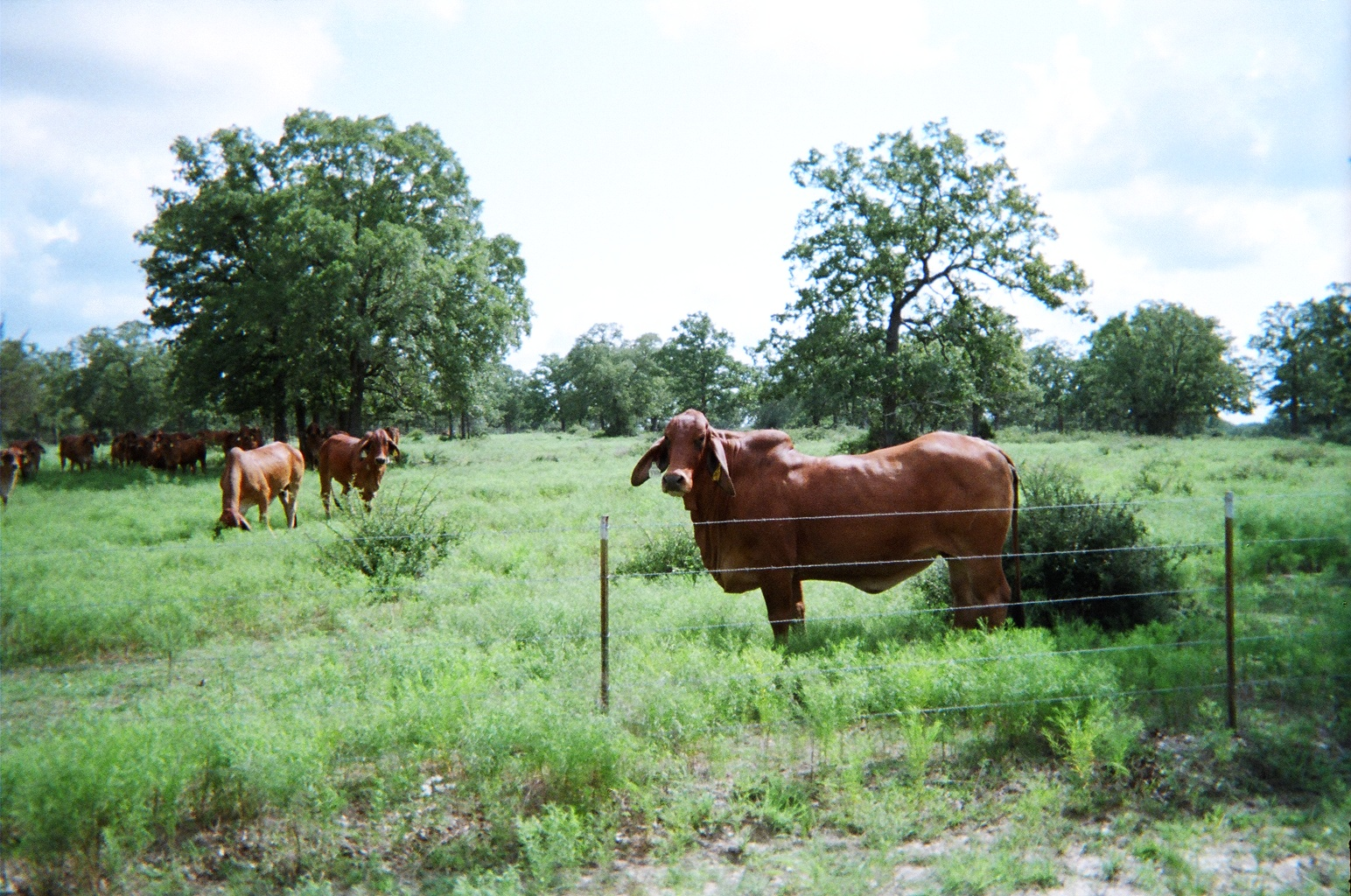
Rote Brahmans, Texas
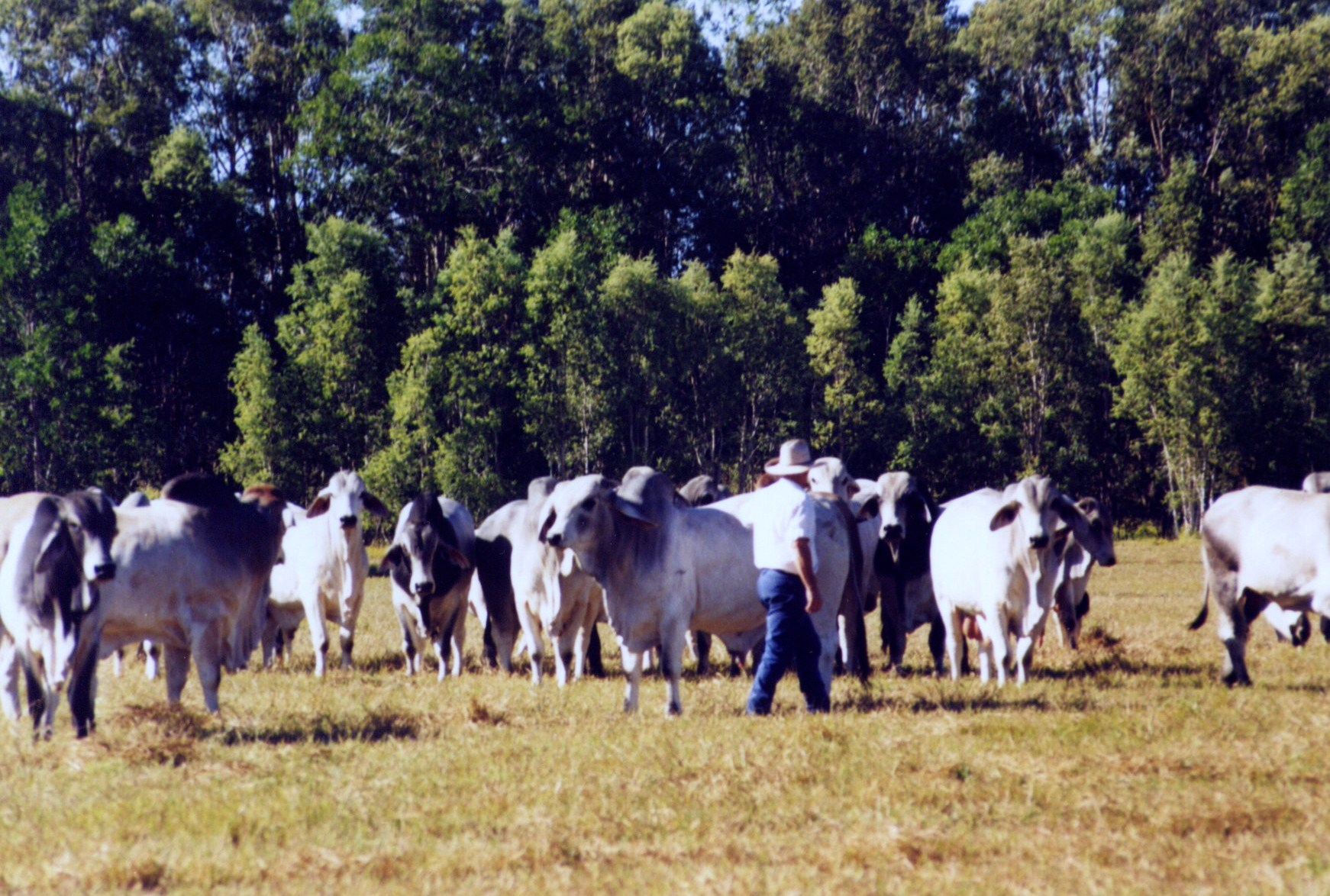
Brahman Bullen, Tipperary Station, Northern Territory, Australien
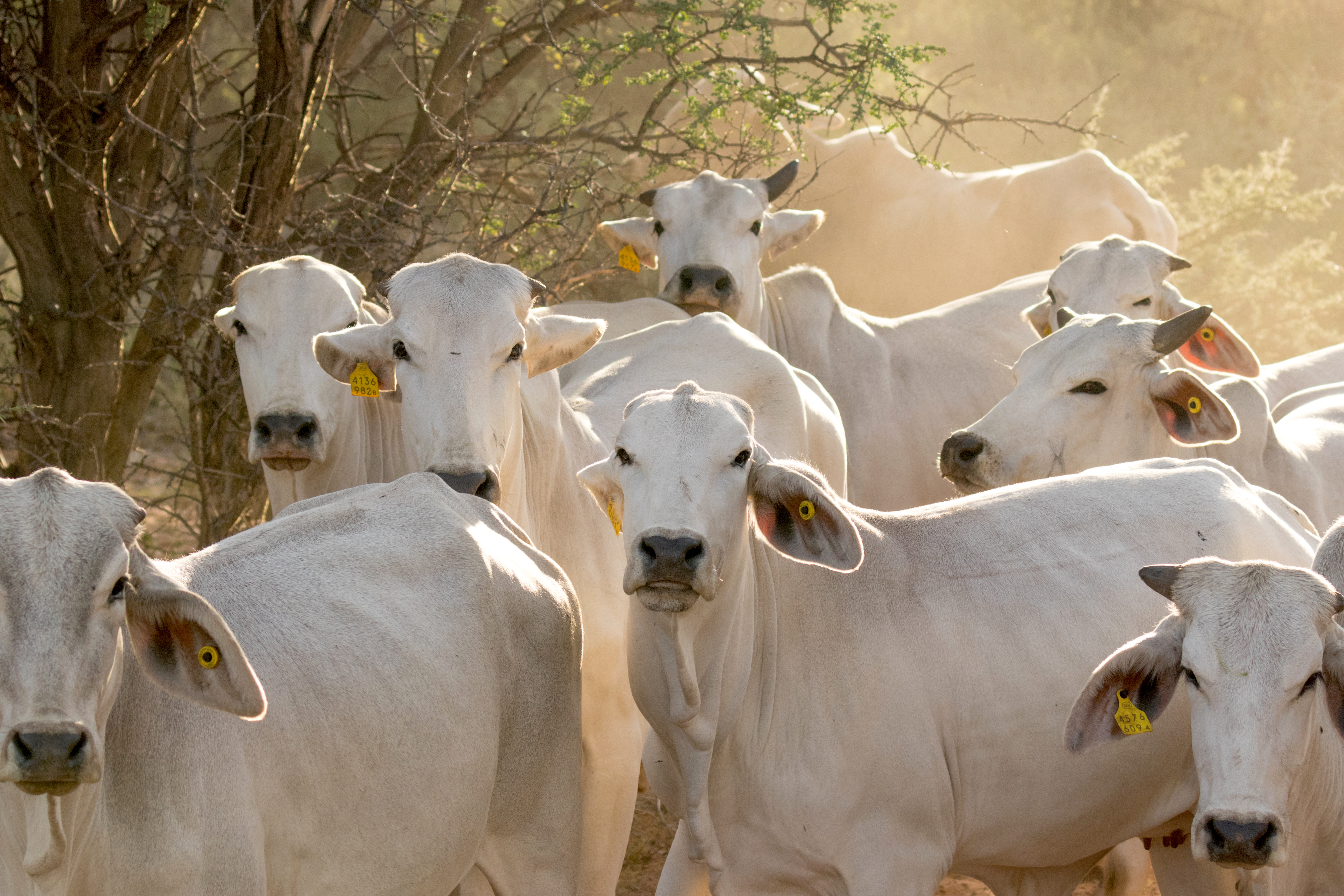
Brahman-Herde in Namibia